# Région de la Sunshine Coast
La région de la Sunshine Coast (en anglais : Sunshine Coast Region) est une zone d'administration locale située dans l'État du Queensland, en Australie, dont le siège est Caloundra.

## Géographie
La zone s'étend sur 3 126 km2 dans le Queensland du Sud-Est, au nord de l'agglomération de Brisbane et possède 210 km de côtes sur la mer de Corail à l'est.
Elle comprend la ville de Caloundra, ainsi que les localités de Buderim, Coolum Beach, Eumundi, Kawana Waters, Maleny, Maroochydore, Mooloolaba, Nambour et Woombye.

## Histoire
La région est créée le 15 mars 2008 par la fusion de la ville de Caloundra avec les comtés de Maroochy et de Noosa. En mars 2013, le conseil de la région vote la séparation de Noosa qui redevient un comté à part entière le 1er janvier 2014.

## Démographie
| 2011    | 2016    | 2021    |
| ------- | ------- | ------- |
| 306 909 | 294 367 | 342 541 |

## Politique et administration
Le conseil comprend le maire et dix autres membres, élus pour un mandat de quatre ans. Les dernières élections ont eu lieu le 28 mars 2020.
Un nouvel hôtel de ville a été inauguré en 2023 à Maroochydore.

### Liste des maires
| Période    | Période    | Identité      | Étiquette | Qualité |
| ---------- | ---------- | ------------- | --------- | ------- |
| avril 2008 | avril 2012 | Bob Abbott    |           |         |
| avril 2012 | en cours   | Mark Jamieson |           |         |

La zone est rattachée aux circonscriptions de Fairfax, Fisher et Wide Bay pour les élections fédérales et à celles de Buderim, Caloundra, Glass House, Kawana, Maroochydore, Nicklin et Ninderry pour les élections à l'Assemblée législative du Queensland.

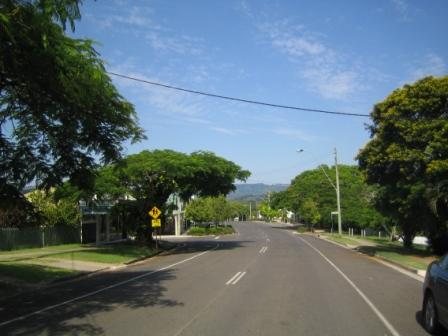
Grande rue de Woombye.
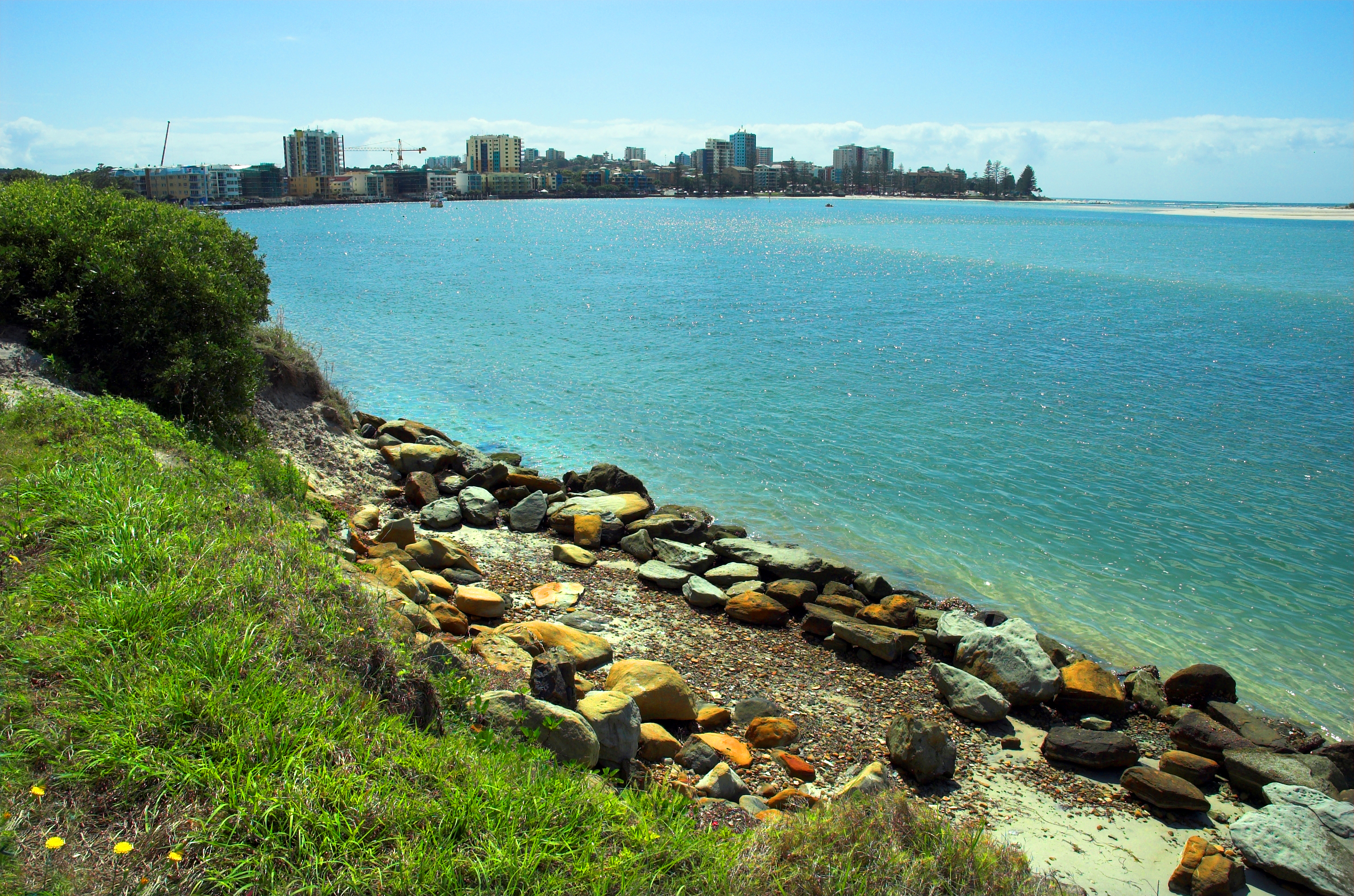
Golden Beach, dans la banlieue de Caloundra.
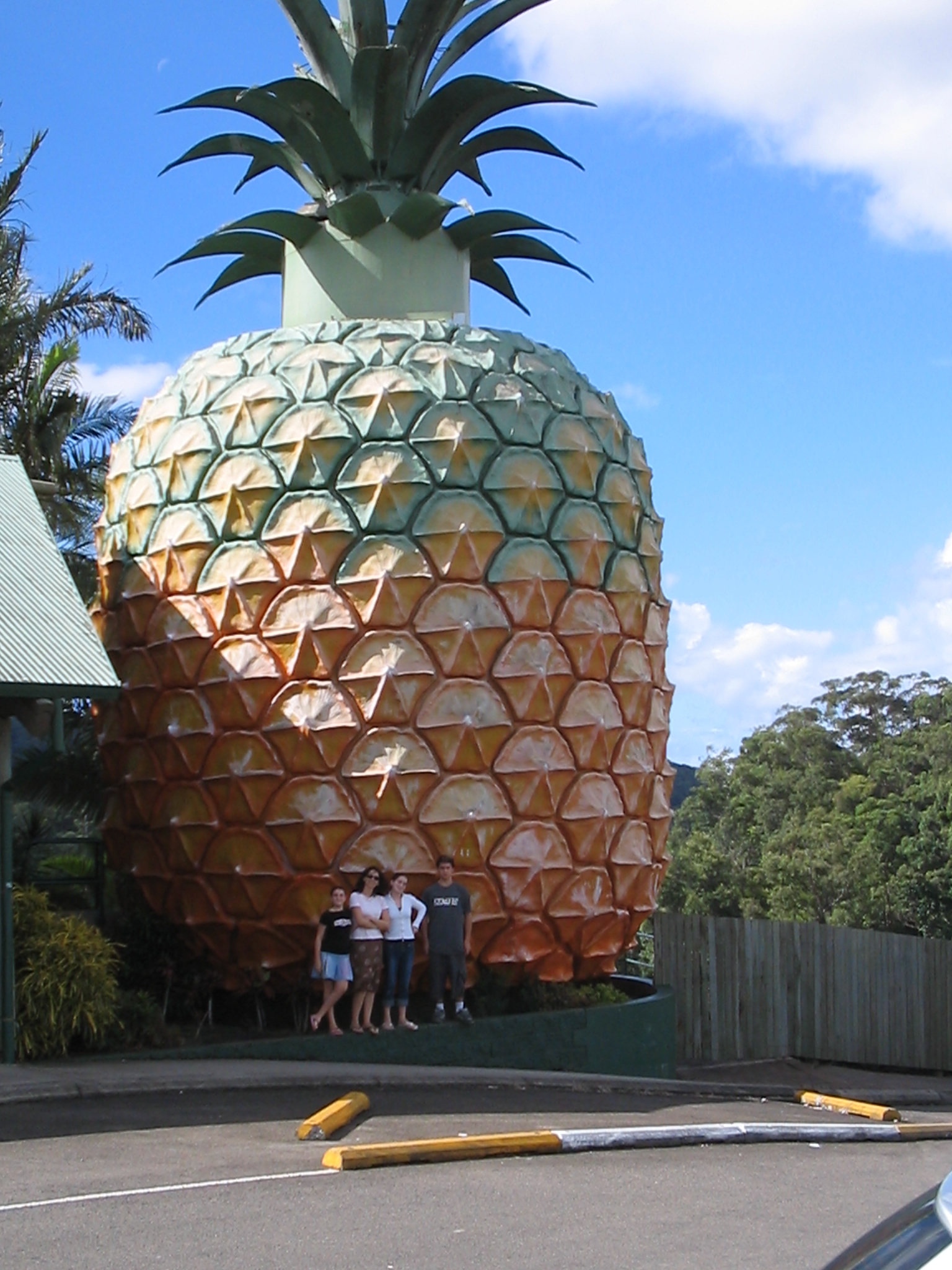
L'ananas géant de Nambour.